# Mojib Latif

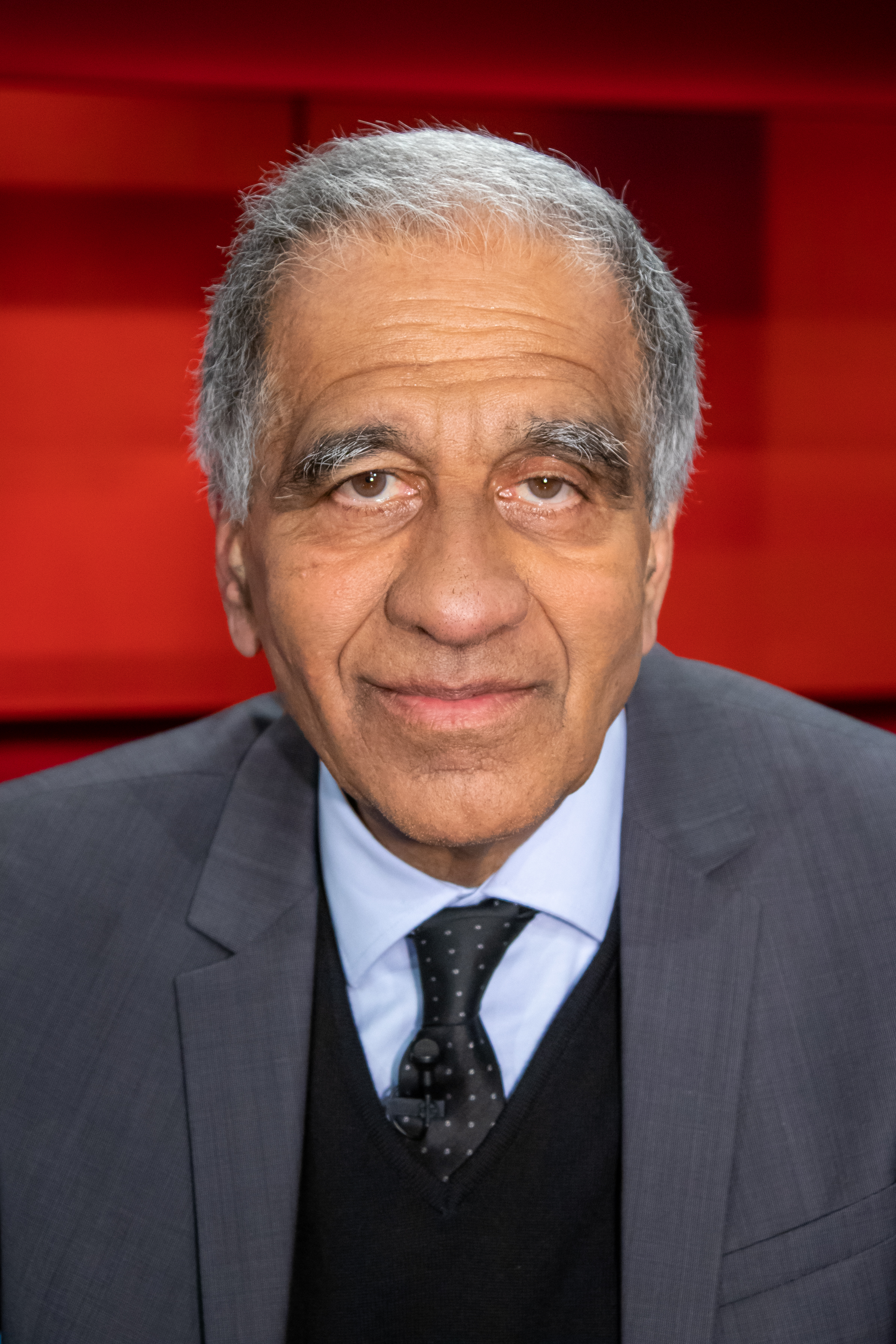
Mojib Latif (2020)

Mojib Latif (* 29. September 1954 in Hamburg) ist ein deutscher Meteorologe, Ozeanograph, Klimaforscher und Hochschullehrer. Er ist Seniorprofessor der Christian-Albrechts-Universität zu Kiel und am Helmholtz-Zentrum für Ozeanforschung Kiel (GEOMAR). Latif ist seit 2017 Präsident der Deutschen Gesellschaft Club of Rome und seit Januar 2022 Präsident der Akademie der Wissenschaften in Hamburg.

## Leben

### Familie und Ausbildung
Mojib Latif wuchs mit zwei Brüdern und einer Schwester als Sohn pakistanischer Eltern in Hamburg auf. Der Vater war Imam an der Fazle-Omar-Moschee in Stellingen. Anders als seine Eltern, die er als tief religiös bezeichnet, hat Latif nach eigenem Bekunden keinerlei religiöse Bindung. „Ich bin Wissenschaftler und halte mich an das, was ich belegen kann.“  Latif ist mit der Norwegerin Elisabeth Latif verheiratet und lebt in Schönberg (Holstein). Das Paar hat keine Kinder.
Im Jahr 1961 wurde Latif eingeschult; 1974 legte er am Gymnasium Kaiser-Friedrich-Ufer in Hamburg sein Abitur ab. Anschließend studierte er an der Universität Hamburg zunächst Betriebswirtschaftslehre, bevor er 1976 ein Meteorologie-Studium aufnahm, das er 1983 mit dem Diplom abschloss. 

### Wissenschaftliche Laufbahn
Nach mehreren Aufenthalten an Instituten im Ausland folgte 1987 die Promotion bei Klaus Hasselmann in Hamburg in Ozeanographie u. a. über das Wetterphänomen El Niño mit der Dissertation Modelltheoretische Untersuchung der niederfrequenten Variabilität der äquatorialen pazifischen Ozeanzirkulation und 1989 die Habilitation für das Fach Ozeanographie.
Zwischen 1983 und 2002 war Latif zunächst als wissenschaftlicher Mitarbeiter und dann als Privatdozent am Hamburger Max-Planck-Institut für Meteorologie beschäftigt. Seit 2003 ist er Professor am damaligen Institut für Meereskunde bzw. dem heutigen GEOMAR Helmholtz-Zentrum für Ozeanforschung Kiel an der Christian-Albrechts-Universität (CAU) zu Kiel. Seit 2007 ist er zudem Mitglied im Exzellenzcluster Ozean der Zukunft der CAU Kiel. Ferner ist er seit 2012 Vorstandsmitglied des Deutschen Klima-Konsortiums e. V. (DKK), seit 2015 dessen Vorsitzender, und Präsident der Deutschen Gesellschaft Club of Rome.
Seine Forschungsgebiete sind jahreszeitliche und interannuelle Klimavariabilität, dekadische und Jahrhundert-Variabilität, anthropogene Einflüsse auf das Klima sowie die Entwicklung von Modellen einschließlich der Analyse und des Vergleichs mit Beobachtungen. Sein h-Index beträgt 100 (Juli 2025).
Bei verschiedenen deutschen Fernseh- und Hörfunksendern ist Mojib Latif häufig zu Gast im Studio als Experte zum Thema globale Erwärmung („Klimawandel“). Für seine Forschungsarbeit und die Fähigkeit zur Vermittlung der Wissenschaft in der Öffentlichkeit erhielt er 2015 den Deutschen Umweltpreis der Deutschen Bundesstiftung Umwelt. Er sei ein Wissenschaftler, „der Wissen schaffe, der dieses Wissen aber auch in die Breite vermittle“. Aufgrund seiner öffentlichen Äußerungen zur globalen Erwärmung erlebt Latif häufig Anfeindungen von Klimawandelleugnern, die teilweise auch rassistisch sind und bis zu Morddrohungen gehen.
Am 19. November 2021 wurde Mojib Latif zum neuen Präsidenten der Akademie der Wissenschaften in Hamburg gewählt. Er hat sein Amt zum 1. Januar 2022 angetreten.

## Forschungsergebnisse und Positionen

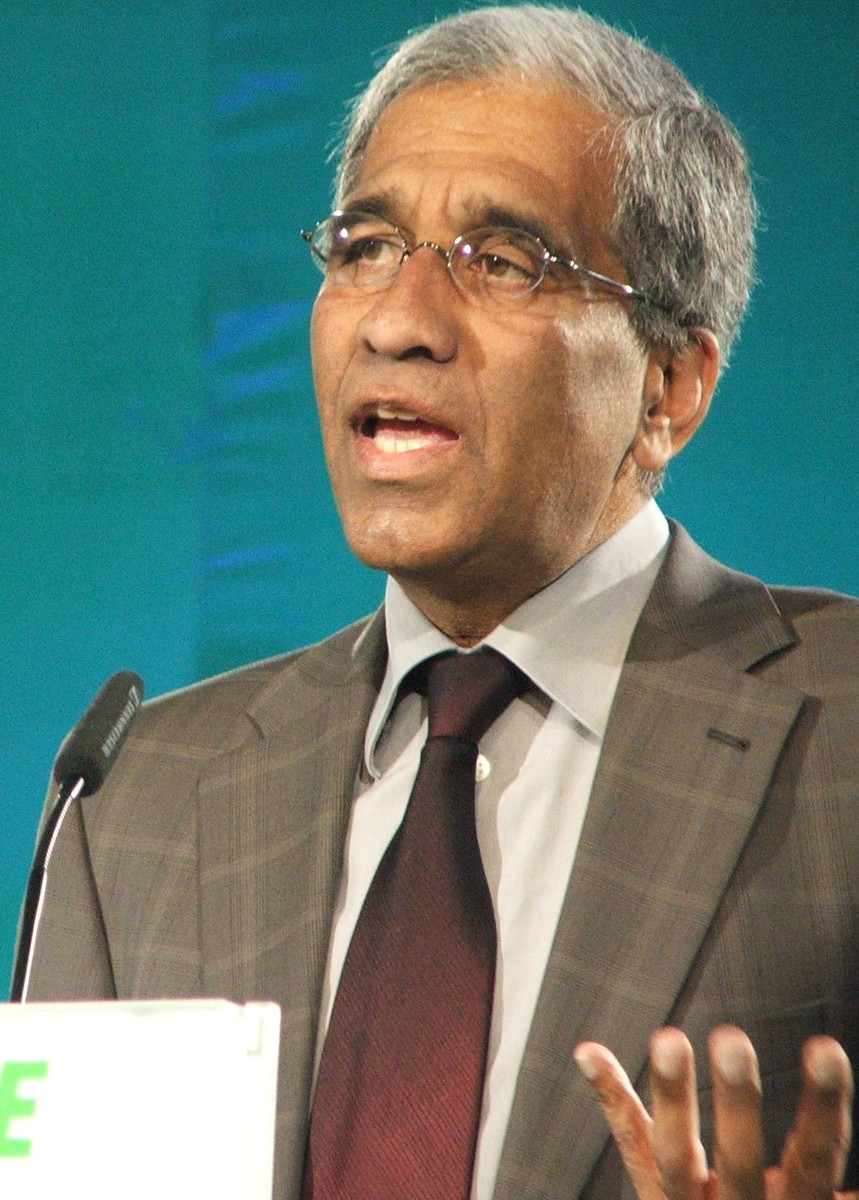
Mojib Latif (2006)

Im Mai 2008 stellte ein Team von Klimawissenschaftlern um Noel S. Keenlyside, zu dem auch Latif gehörte, im Fachmagazin Nature eine Studie vor, in der die mögliche Temperaturentwicklung bis 2025 untersucht wurde. Gemäß dieser Studie hätte die durchschnittliche Temperatur der Jahre 2005 bis 2015 in etwa gleichbleibend oder nur geringfügig wärmer als die des Jahrzehnts von 2000 bis 2010 bleiben können, die bis dahin wärmste Dekade seit Beginn der Temperaturaufzeichnungen im 19. Jahrhundert. Im Zeitraum von 2010 bis 2020 wurde wieder eine beschleunigte Erwärmung erwartet. Demnach standen erst ab dem Jahrzehnt 2010–2020 neue Wärmerekorde in Aussicht. Als Ursache der über einige Jahre möglicherweise stabilen Temperaturen wurden kurzfristige natürliche Schwankungen des Klimas als möglich angenommen, die einen langfristigen anthropogenen Erwärmungstrend überlagerten, als konkrete Ursache wird eine Veränderung der meridionalen Umwälzzirkulation.
In einigen Medien wie dem New Scientist wurde dies als Ankündigung einer in den nächsten Jahrzehnten bevorstehenden globalen Abkühlung wiedergegeben. Latif selbst widersprach dieser Darstellung, unter anderem in einem Interview mit Spektrumdirekt. Die Unterbrechung im Erwärmungstrend stelle nur „eine Atempause“ dar, die Erderwärmung sei dadurch keinesfalls vom Tisch. Bereits zuvor hatte sich Latif ausdrücklich von den „Skeptikern“ distanziert, die „nichts von der Physik des Klimas verstehen“. Er habe schon damit gerechnet, dass seine Aussagen über die Klimaentwicklung „von bestimmten Seiten bewusst missverstanden werden“.
Die in der Studie behandelte so genannte dekadale Klimavariabilität, also die Entwicklung des Klimas über ein bis zwei Jahrzehnte, ist ein kontrovers diskutiertes Forschungsfeld.
Vor dem Hintergrund der Überschwemmungskatastrophe in Pakistan 2010 und der Wald- und Torfbrände in Russland 2010 warnte Latif, dies sei eine „Blaupause für das, womit wir uns in der Zukunft anfreunden müssen“. Der Klimawandel werde zu einer Häufung der Wetterextreme führen mit mehr Trockenheit einerseits und extremen Niederschlägen andererseits.
Angesichts der Dürre und Hitze in Europa 2018 kritisierte Latif, dass weltweit die Klimaschutzbemühungen immer noch viel zu gering seien. Obwohl der Beginn internationaler Klimapolitik bereits im Jahr 1992 gelegen habe, gebe es „defacto“ immer noch „keinen Klimaschutz, weder weltweit noch in Deutschland“. Der Ausstoß an Treibhausgasen nehme weiter zu, gerade im Verkehrssektor. In diesem Zusammenhang kritisierte er auch Bundeskanzlerin Angela Merkel, die „nie wirklich eine Klimakanzlerin“ gewesen sei, sondern oft gegen Klimaschutzbemühungen interveniert habe, beispielsweise wenn es um die Autoindustrie gegangen sei. Es fehle in Deutschland der Mut für eine Verkehrswende. Zudem sei es dringend geboten, „die schmutzigsten Braunkohlekraftwerke [...] so schnell wie möglich vom Netz“ zu nehmen, was auch „problemlos“ möglich sei, ohne die Versorgungssicherheit zu gefährden.
In einem Spiegel-Interview erklärte Latif im Mai 2022, die Zeit für eine Abwendung des „größten Unheils“ laufe ab; es sei in Wahrheit bereits „fünf nach zwölf“. Immer noch lebten ganze Wirtschaftszweige davon, dass sie für die ökologischen Folgen ihrer Produktion nicht aufkommen müssten. Um die Klimakrise in den Griff zu bekommen, seien unter anderem Steuern und Importzölle auf nicht nachhaltig hergestellte Produkte nötig. Dadurch würde auch China gezwungen, seine extrem viel CO2 produzierende Industrie umzustellen. Im Jahr 2020 habe der chinesische Anteil an den weltweiten CO2-Emissionen bei 31 Prozent gelegen. Man werde die Erwärmung nicht auf 1,5 Grad Celsius begrenzen können; unter 2 Grad zu bleiben, sei aber noch in Reichweite – unter der Voraussetzung sofortiger Veränderung. „Die Haltung Chinas, den Scheitelpunkt seines gewaltigen CO2-Ausstoßes erst 2030 erreichen zu wollen, ist völlig inakzeptabel.“ Auch bei künftig jährlich sinkenden Emissionen werde sich die Gesamtmenge von CO2 in der Atmosphäre noch erhöhen und auf das Klima entsprechend auswirken. Zurückdrehen lasse sich die Erwärmung nicht.
In einem am 2. Mai 2024 erschienenen Gespräch mit der Zeit bezeichnete Latif die seit einem Jahr anhaltenden Rekordtemperaturen in der globalen Luft und an der Meeresoberfläche als nicht überraschend. Man messe eine stetige Erwärmung des Ozeanwassers bis etwa in 2000 Meter Tiefe – bei beträchtlichen Schwankungen an der Oberfläche. Ein paar Jahre lang habe das Phänomen La Niña den Pazifik gekühlt. „Jetzt ist El Niño zurück, und man hat das Gefühl, das Ganze explodiert.“ Im Laufe seiner wissenschaftlichen Karriere sei er von der Vorstellung abgekommen, dass in die Öffentlichkeit getragenes Wissen die Menschen zum Handeln bringe. Folglich gelinge Klimaschutz nicht mit Appellen für Gerechtigkeit, persönliche CO2-Budgets oder Verzicht. „Also muss es Anreize geben, irgendeine Belohnung. Deshalb setze ich so sehr auf Technologie.“ In seiner Zukunftserwartung sei er aber zwiegespalten: Als Wissenschaftler könne er angesichts von Zahlen, Daten und Fakten nur die Hände über dem Kopf zusammenschlagen. Als Mensch begleite ihn die Erfahrung, dass Dinge sich schnell ändern könnten. Nach seinem Gastvortrag Mitte der 1980er Jahre an der Humboldt-Universität Berlin habe er sich einen baldigen Mauerfall nicht vorstellen können. Und wie der Sprung vom Fax zu Handy und Internet zeige, entwickle sich die Technik ganz schnell und ohne Zwang, wenn sie erkennbar nützlich sei. „Das müssen wir auch beim Klimaschutz hinkriegen.“

## Persönliches
Mojib Latif ist ehrenamtlicher Botschafter der Stiftung Klimawald und seit Oktober 2017 Präsident des Club of Rome Deutschland. 2017 war er Mitglied der 16. Bundesversammlung. Von den zahlreichen Weltklimakonferenzen hat Latif nur die in Bonn 2017 besucht; er sieht keinen Sinn in einer weiteren eigenen Beteiligung, denn zwischen der ersten Konferenz 1995 und der 28. in Dubai 2023 sei der globale CO2-Ausstoß nicht gesunken, sondern um etwa 60 Prozent angestiegen. 

## Ehrungen und Auszeichnungen
- 2000: Max-Planck-Preis für öffentliche Wissenschaft
- 2000: Sverdrup Gold Medal der AMS (Amerikanische Meteorologische Gesellschaft)
- 2002: Ehrenmitglied der Amerikanischen Meteorologischen Gesellschaft
- 2004: DUH-Umwelt-Medienpreis, Kategorie „Lebenswerk“ (der Deutschen Umwelthilfe)
- 2006: Norbert Gerbier–MUMM International Award (der WMO)
- 2007: Ordentliches Mitglied der Akademie der Wissenschaften in Hamburg
- 2009: Deutsche Bank-IFM-GEOMAR Meeresforschungspreis[34]
- 2015: Deutscher Umweltpreis (zusammen mit Johan Rockström)
- 2016: Verdienstorden des Landes Schleswig-Holstein
- 2018: B.A.U.M.-Umweltpreis[35]
- 2019: NatureLife-Umweltpreis[36]
- 2019: Alfred-Wegener-Medaille[37]
- 2021: Goldenes Lot des VDV[38]
- 2022: Hans-Carl-von-Carlowitz-Nachhaltigkeitspreis
- 2023: Bundesverdienstkreuz 1. Klasse[39]

## Publikationstätigkeit (Auswahl)

### Bücher
- Verändert der Mensch das Klima? Stadt Friedrichshafen, 1992, ISBN 3-926162-32-5.
- Hitzerekorde und Jahrhundertflut. Herausforderung Klimawandel. Was wir jetzt tun müssen. Heyne, München 2003, ISBN 3-453-87832-9; aktualisierte Taschenbuchausgabe: Herausforderung Klimawandel. Was wir jetzt tun müssen. ebd. 2007, ISBN 978-3-453-61503-8.
- Klima. Fischer-Taschenbuch-Verlag, Frankfurt 2004, ISBN 3-596-16125-8.
- Bringen wir das Klima aus dem Takt? Hintergründe und Prognosen. Fischer-Taschenbuch-Verlag, Frankfurt 2007, ISBN 978-3-596-17276-4.
- Klimawandel und Klimadynamik. Ulmer, Stuttgart 2009, ISBN 978-3-8252-3178-1.
- Warum der Eisbär einen Kühlschrank braucht: … und andere Geheimnisse der Klima- und Wetterforschung. Herder Verlag 2010, 176 S., ISBN 978-3-451-30163-6.
- Das Ende der Ozeane. Warum wir ohne die Meere nicht überleben werden. Herder Verlag, Freiburg 2014, ISBN 978-3-451-31237-3.
- Die Meere, der Mensch und das Leben: Bilanz einer existenziellen Beziehung HERDER spektrum (Band 6929), Freiburg im Breisgau 2017, ISBN 978-3-451-06929-1.
- Heißzeit. Mit Vollgas in die Klimakatastrophe – und wie wir auf die Bremse treten. Herder Verlag, Freiburg im Breisgau 2020, ISBN 978-3-451-38684-8.
- Countdown. Unsere Zeit läuft ab – was wir der Klimakatastrophe noch entgegensetzen können. Herder, Freiburg im Breisgau 2022, ISBN 978-3-451-39271-9.
- Klimahandel – Wie unsere Zukunft verkauft wird Herder, Freiburg im Breisgau 2024, ISBN 978-3-451-39585-7.

### Paper in Fachjournalen
- Latif, Sun, Visbeck, and Bordbar, Natural variability has dominated Atlantic Meridional Overturning Circulation since 1900. In: Nature Climate Change 12 (2022), 455-460, doi:10.1038/s41558-022-01342-4.
- Gulev et al, North Atlantic Ocean control on surface heat flux on multidecadal timescales. In: Nature 499, 464–467, (2013) doi:10.1038/nature12268.
- Latif, Keenlyside, El Niño/Southern Oscillation response to global warming. In: Proceedings of the National Academy of Sciences 106, Issue 49, (2009), 20578–20583, doi:10.1073/pnas.0710860105.
- Keenlyside et al, Advancing decadal-scale climate prediction in the North Atlantic sector. In: Nature 453 (2008), 84–88, doi:10.1038/nature06921.
- Meehl et al, THE WCRP CMIP3 Multimodel Dataset: A New Era in Climate Change Research. In: Bulletin of the American Meteorological Society 88, Issue 9, (2007), 1383–1394, doi:10.1175/BAMS-88-9-1383.
- Jungclaus et al, Ocean Circulation and Tropical Variability in the Coupled Model ECHAM5/MPI-OM. In: Journal of Climate 19, Issue 16, (2006), 3952–3972, doi:10.1175/JCLI3827.1.
- Marsland et al, The Max-Planck-Institute global ocean/sea ice model with orthogonal curvilinear coordinates. In: Ocean Modelling 5, Issue 2, (2003), 91–127, doi:10.1016/S1463-5003(02)00015-X.
- Timmermann et al, Increased El Niño frequency in a climate model forced by future greenhouse warming. In: Nature 398, (1999), 694–697, doi:10.1038/19505.
- Latif, Barnett, Decadal Climate Variability over the North Pacific and North America: Dynamics and Predictability. In: Journal of Climate 9, (1996) 2407–2423, doi:10.1175/1520-0442(1996)009<2407:DCVOTN>2.0.CO;2.
- Latif, Barnett, Causes of Decadal Climate Variability over the North Pacific and North America. In: Science 266, No. 5185, (1994), 634–637, doi:10.1126/science.266.5185.634.

### Herausgeber wissenschaftlicher Zeitschriften
- 1993–1998: Monthly Weather Review
- 1999–2003: Journal of Climate

### Audio-CDs
- Ich bin der Wetter-Mann. Der Beruf des Klimaforschers. In: SWR2: Schon gewusst? Wissenschaftler erklären Kindern die Welt. Folge 5. Terzio, München 2006, ISBN 978-3-89835-539-1.
- Erdsystem-Management. Klimawandel als globale Herausforderung. Konzeption, Regie und Produktion: Klaus Sander. Supposé, Köln 2007, ISBN 978-3-932513-82-4.